# Regata 5 Océanos
La Regata 5 Océanos, ó VELUX 5 Océanos (por el patrocinio de la empresa VELUX), es una regata de vela alrededor del mundo por etapas para navegantes solitarios que se celebra desde 1982, cuando se disputó la primera edición bajo el nombre de BOC Challenge (por el patrocinio de la empresa BOC). En 1998 pasó a denominarse Around Alone y desde 2006 tiene su nombre actual.
Se celebra cada cuatro años.

## Historia
Esta competición nació inspirada en la regata Sunday Times Golden Globe Race que se había celebrado en 1968-1969 y que fue la primera regata en solitario alrededor del mundo. A diferencia de aquella, que fue sin etapas, la 5 Océanos se concibió como una regata por etapas. Posteriormente, otra competición creada en 1989, la Vendée Globe, retomó el concepto de vuelta al mundo en solitario sin etapas.
La vuelta alrededor del mundo se realiza hacia el este, partiendo de Estados Unidos, cruzando el Océano Atlántico hacia el sur, el Cabo de Buena Esperanza  hacia el Océano Índico, el Cabo Leeuwin hacia el Océano Pacífico, el Cabo de Hornos hacia el Atlántico, y de vuelta hacia el norte.
Originalmente la regata se realizaba en cuatro etapas. En 2002 pasaron a ser cinco etapas, en 2006 se realizó en tres etapas, y en 2010 volvió a realizarse en cuatro etapas.

## Palmarés
| Edición                | Patrón               | Yate                  | Pabellón       | Tiempo |
| ---------------------- | -------------------- | --------------------- | -------------- | ------ |
| 1982-1983              |                      |                       |                |        |
| Clase 1: 45-56 pies    | Philippe Jeantot     | Credit Agricole       | Francia        | 109 d  |
| Clase 2: 32-44 pies    | Yukoh Tada           | Koden Okera V         | Japón          | 207 d  |
| 1986-1987              |                      |                       |                |        |
| Clase 1: 50-60 pies    | Philippe Jeantot     | Credit Agricole       | Francia        | 134 d  |
| Clase 2: 40-50 pies    | Mike Plant           | Airco Distributor     | Estados Unidos | 157 d  |
| 1990-1991              |                      |                       |                |        |
| Clase 1: 50-60 pies    | Christophe Auguin    | Groupe Sceta          | Francia        | 120 d  |
| Clase 2: 40-50 pies    | Yves Dupasquier      | Servant IV            | Francia        | 141 d  |
| Clase Corintia         | Paul Thackleberry    | Volcano               | Estados Unidos | 180 d  |
| 1994-1995              |                      |                       |                |        |
| Clase 1: 50-60 pies    | Christophe Auguin    | Sceta-Calberson       | Francia        | 121 d  |
| Clase 2: 40-50 pies    | Dave Adams           | True Blue             | Australia      | 131 d  |
| 1998                   |                      |                       |                |        |
| Clase 1: 50-60 pies    | Giovanni Soldini     | Fila                  | Italia         | 116 d  |
| Clase 2: 40-50 pies    | Jean Pierre Mouligne | Cray Valley           | Francia        | 132 d  |
| 2002                   |                      |                       |                |        |
| Clase 1: IMOCA Open 60 | Bernard Stamm        | Bobst Group Armor Lux | Suiza          | 115 d  |
| Clase 2: IMOCA Open 50 | Brad van Liew        | Tommy Hilfiger        | Estados Unidos | 148 d  |
| Clase 2: IMOCA Open 40 | Derek Hatfield       | Spirit of Canada      | Canadá         | 245 d  |
| 2006-2007              | Bernard Stamm        | Cheminées Poujoulat   | Suiza          | 103 d  |
| 2010-2011              | Brad Van Liew        | Le Pingouin           | Estados Unidos | 118 d  |